# استان خودری
استان خودری (هلندی: Stan Godrie؛ زادهٔ ۹ ژانویهٔ ۱۹۹۳) دوچرخه‌سوار اهل هلند است.
از باشگاه‌هایی که او در آن رکاب زده‌، می‌توان به تیم دوچرخه‌سواری رابوبانک دولوپمنت اشاره کرد.